# Cena W. Eugena Smithe

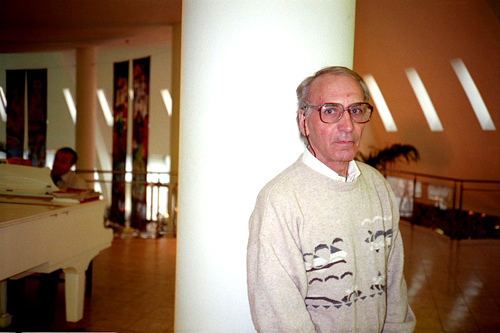
Vladimir Sjomin získal cenu v roce 1995

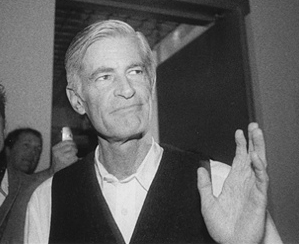
James Nachtwey obdržel cenu v roce 1993

Cena W. Eugena Smithe za humanistickou fotografii (anglicky W. Eugene Smith Award, W. Eugene Smith Grant in Humanistic Photography) je ocenění, nebo také grant, udělované od roku 1980 na počest fotožurnalisty Williama Eugena Smithe. O výhercích rozhoduje newyorská společnost W. Eugene Smith Memorial Fonds. Z pozůstalosti Eugena Smithe výherce získává finanční odměnu 30 000 amerických dolarů.

## Struktury
Cena W. Eugena Smithe za humanistickou fotografii se uděluje do 15. července každého roku. Nadace sídlí v International Center of Photography v americkém spolkovém státě New York.

## Seznam výherců

### 1980–1999
- 1999: Chien-Chi Chang
- 1998: Ernesto Bazan
- 1997: Alain Keler
- 1996: Gideon Mendel
- 1995: Vladimir Sjomin
- 1994: Ellen Binder
- 1993: Marc Asnin
- 1993: James Nachtwey
- 1992: Eli Reed
- 1991: Dario Mitidieri
- 1990: Carl DeKeyzer
- 1989: Cristina Garcia Rodero
- 1988: Paul Graham
- 1987: Graciela Iturbide
- 1986: John Vink
- 1985: Letizia Battaglia
- 1985: Donna Ferrato
- 1984: Gilles Peress
- 1983: Milton Rogovin
- 1982: Sebastião Salgado
- 1981: Eugene Richards
- 1980: Jane Evelyn Atwoodová

### 2000–současnost
- 2000: Brenda Ann Kenneally
- 2001: Maya Goded
- 2002: Kai Wiedenhöfer
- 2003: Trent Parke
- 2004: Stanley Greene
- 2005: Pep Bonet
- 2006: Paolo Pellegrin
- 2007: Stephen Dupont
- 2008: Mikhael Subotzky
- 2009: Lu Guang
- 2010: Darcy Padilla
- 2011: Krisanne Johnson za I Love You Real Fast[2]
- 2012: Peter van Agtmael za Disco Night September 11
- 2013: Robin Hammond[3]
- 2014: Joseph Sywenkyj
- 2015: Matt Black
- 2016: Justyna Mielnikiewicz
- 2017: Daniel Castro Garcia
- 2018: Mark Peterson
- 2019: Yael Martínez[4]
- 2020: Andres Cardona (Kolumbie) za reportáže o násilí v Kolumbii; Sabiha Çimen (Turecko), za portréty pořízené na internátech, kde se pro mladé dívky zachoval Korán; Laura El-Tantawy (Egypt) za poetické zkoumání vztahu mezi člověkem a zemí; Mariceu Erthal Garcia (Mexiko) za vyšetřování pohřešované ženy Gemmy Mávil; a Yuki Iwanami (Japonsko) za práci na důsledcích jaderné katastrofy ve Fukušimě[5][6]